# مياري
مياري، في أساطير كابامبانجان، هي إلهة القمر وحاكمة العالم أثناء الليل. وفقا لعالم الأنثروبولوجيا هيليجاينون ف. لاندا جوكانو - في "ملاحظات حول الآلهة الفلبينية" (1968) - كان التاغالوغيون القدماء يعبدون إلهة قمرية تدعى مياري يقال إنها أجمل إلهة في البلاط السماوي. كان لديها شقيقتان، حنان/هانان، إلهة الصباح، وتالا، إلهة النجوم. قيل إنهن بنات باتالا من امرأة فانية ماتت بعد أن أنجبتهن. أخذ باتالا هؤلاء الأخوات الثلاث إلى السماء وجعلهن أعضاء في بلاطه.